# クリスティアン・ハインリヒ・フォン・ブランデンブルク＝クルムバッハ
クリスティアン・ハインリヒ・フォン・ブランデンブルク＝クルムバッハ（Christian Heinrich von Brandenburg-Kulmbach、1661年7月29日 - 1708年4月5日）は、ホーエンツォレルン家の一族で、ホーエンツォレルン家クルムバッハ系（クルムバッハ＝バイロイト家の傍流）出身である。ゲオルク・アルブレヒトとその最初の妻でシュレースヴィヒ＝ホルシュタイン＝ゾンダーブルク＝グリュックスブルク公フィリップの娘であるマリア・エリーザベトの間の次男。領主として統治することはなかった。

## 生涯
1687年にゾフィー・クリスティアーネ・フォン・ヴォルフシュタイン（1667年 - 1737年）と結婚したが、バイロイト辺境伯の宮廷からは、この結婚は身分不相応なものであると拒絶された。1694年、同族のブランデンブルク＝アンスバッハ辺境伯ゲオルク・フリードリヒ2世の招きにより、家族と共にラウフ近郊にある辺境伯家の城、シェーンベルク城に移り住んだ。この城は、帝国都市ニュルンベルクの領域内に位置する辺境伯領の飛び地にあった。
僅かな扶持での生活から多額の借金を負ったクリスティアン・ハインリヒは、1703年にシェーンベルク協定を結んだ。この中で、彼が有しているフランケン地方の領土（バイロイト侯領及びアンスバッハ侯領）についての相続権を放棄することが定められた。代償として、本流に当たるプロイセン王フリードリヒ1世は彼の家族に対して身分相応の待遇を与え、新しい住居としてマクデブルク近郊のヴェーファーリンゲン城を提供した。クリスティアン・ハインリヒは翌年からこの城に家族と共に移り住み、4年後にこの地で亡くなった。
死後、長男ゲオルク・フリードリヒ・カールは1722年にシェーンベルク協定を破棄、これにより1726年にバイロイト侯領を相続した。また、孫でゲオルク・フリードリヒ・カールの息子フリードリヒが1763年に男系後継者を遺さずに亡くなった後は、末子フリードリヒ・クリスティアンがバイロイト侯領を相続した。

## 子女
ゾフィー・クリスティアーネとの間に14人の子を儲けたが、多くの子が夭折、成長したのは6人だった。
1. ゲオルク・フリードリヒ・カール（1688年 - 1735年） - ブランデンブルク＝バイロイト辺境伯
2. アルブレヒト・ヴォルフガング（1689年 - 1734年）
3. ドロテア・シャルロッテ（1691年 - 1712年）
4. フリードリヒ・エマヌエル（1692年 - 1693年）
5. クリスティアーネ・ヘンリエッテ（1693年 - 1695年）
6. フリードリヒ・ヴィルヘルム（1695年）
7. クリスティアーネ（1698年）
8. クリスティアン・アウグスト（1699年 - 1700年）
9. ゾフィー・マクダレーネ（1700年 - 1770年） - デンマーク・ノルウェー王クリスチャン6世妃
10. クリスティアーネ・ヴィルヘルミーネ（1702年 - 1704年）
11. フリードリヒ・エルンスト（1703年 - 1762年） - シュレースヴィヒ＝ホルシュタイン公領総督
12. マリー・エレオノーレ（1704年 - 1705年）
13. ゾフィー・カロリーネ（1707年 - 1764年）
14. フリードリヒ・クリスティアン（1708年 - 1769年） - ブランデンブルク＝バイロイト辺境伯